# James Madison Pendleton
James Madison Pendleton (Condado de Spotsylvania,Virginia, Estados Unidos, 20 de noviembre de 1811–  Bowling Green, Kentucky, Estados Unidos, 4 de marzo de 1891) fue un teólogo, predicador, misionero, escritor y erudito bíblico estadounidense del siglo XIX.

## Biografía

### Primeros años
James Madison Pendleton nació en el Condado de Spotsylvania, Estados Unidos, el 20 de noviembre de 1811, hijo de John Pendleton y Frances Jackson Thompson. Fue nombrado en honor al presidente James Madison . Cuando era pequeño, sus padres se mudaron al condado de Christian, Kentucky. A los diecisiete años, se unió a la iglesia Betel en el condado de Christian y se bautizó.

### Ministerio
James Madison Pendleton fue ordenado en Hopkinsville , Kentucky en 1833. Durante su vida, fue pastor de iglesias en Bethel, Hopkinsville y Bowling Green en Kentucky; Murfreesboro en Tennessee; Hamilton en Ohio y Upland en Pensilvania . Mientras pastoreaba en  Bowling Green en Kentucky, Pendleton se casó con Catherine Stockton Garnett en 1838. Tuvieron cinco hijos. En 1857 se convirtió en profesor de Teología en Union University en Murfreesboro. Aunque nació en el sur de Estados Unidos, Pendleton no estuvo de acuerdo con la secesión y se mudó al norte alrededor de 1862. Denison Universityle confirió el título de Doctor en Divinidad en 1865. Pendleton estuvo involucrado con el industrial bautista John P. Crozer y otros en la fundación del Seminario Teológico Crozer en Upland, Pensilvania.
Pendleton, Amos Cooper Dayton y James Robinson Graves , debido al trabajo y la influencia, fueron conocidos como "El Gran Triunvirato" del movimiento Landmark . Su "Restablecimiento de un antiguo hito" se considera un documento fundamental de este movimiento dentro de la Convención Bautista del Sur . Según David Dockery y Timothy George en Baptist Theologians , "el deseo de Pendleton de restringir la ideología Landmark al tema central de la autoridad y función de la iglesia local, sus opiniones atípicas sureñas con respecto a la esclavitud y su deseo de preservar la unión de los Estados Unidos "condujo a una ruptura y disolución del" Triunvirato "después de la Guerra Civil .
En 1849, Pendleton escribió una serie de cartas, "Cartas al reverendo WC Buck en revisión de sus artículos sobre la esclavitud", en respuesta a editoriales de su amigo y colega William Calmes Buck , editor de "Baptist Banner". Pendleton no estaba de acuerdo con Buck y quería que se publicaran sus propias cartas en Baptist Banner; sin embargo, Buck no los publicaría. Pendleton luego publicó sus cartas en un boletín emancipacionista, el Louisville Examiner.
Pendleton, Dayton y Graves articularon y promovieron creencias históricas a través de sus libros y artículos de periódicos en el Tennessee Baptist . Pendleton también escribió para Southern Baptist Review .
Pendleton y Graves publicaron un libro de himnos llamado The Southern Psalmist en 1858.
Pendleton murió el 4 de marzo de 1891 y está enterrado en el cementerio de Fairview en Bowling Green, Kentucky.

### Frases célebres
- "Afirmo con el mayor énfasis que la forma de gobierno independiente acaricia un sentido de responsabilidad individual. Los que tienen que decidir las grandes cuestiones con sus votos están en una posición de responsabilidad".
- "Los escritores inspirados, como para excluir la idea de una iglesia acorde con una provincia, un reino o un imperio, hacen uso de las siguientes formas de expresión, 'las iglesias de Galacia', 'las iglesias de Macedonia'".
- "¿Qué es una denominación evangélica? Una denominación cuya fe y práctica se corresponden con el evangelio. ¿Qué es una iglesia evangélica? Una iglesia formada según el modelo del Nuevo Testamento".

## Obras publicadas
- Un antiguo restablecimiento de un hito
- Breves notas sobre el Nuevo Testamento
- Doctrinas cristianas, un compendio de teología
- Cristianismo susceptible de prueba legal
- Disciplina de la Iglesia
- Manual de la Iglesia
- Sermones sobre temas importantes
- La expiación de Cristo
- La cena del señor
- Tres razones por las que soy bautista
- Reminiscencias de una larga vida
- Cartas al reverendo WC Buck, en revisión de sus artículos sobre la esclavitud